# Prairie Village
Prairie Village est une localité située au Kansas (États-Unis), dans l'arrondissement administratif du Comté de Johnson. 
Prairie Village porte le code FIPS 57575.
Depuis 2000, Prairie Village est jumelée avec la commune belge de Schaerbeek, située en région bruxelloise.

## Démographie
Un comptage de la population a fixé en 2000 le chiffre de population à 22 072 habitants. En 2006, le Bureau du recensement des États-Unis (United States Census Bureau) a répertorié la population de Prairie Village à 21 414 habitants, soit une diminution de 658 personnes (- 3 %).

## Géographie
Suivant le United States Census Bureau, le territoire de Prairie Village compte une surface de 16,1 km2. 

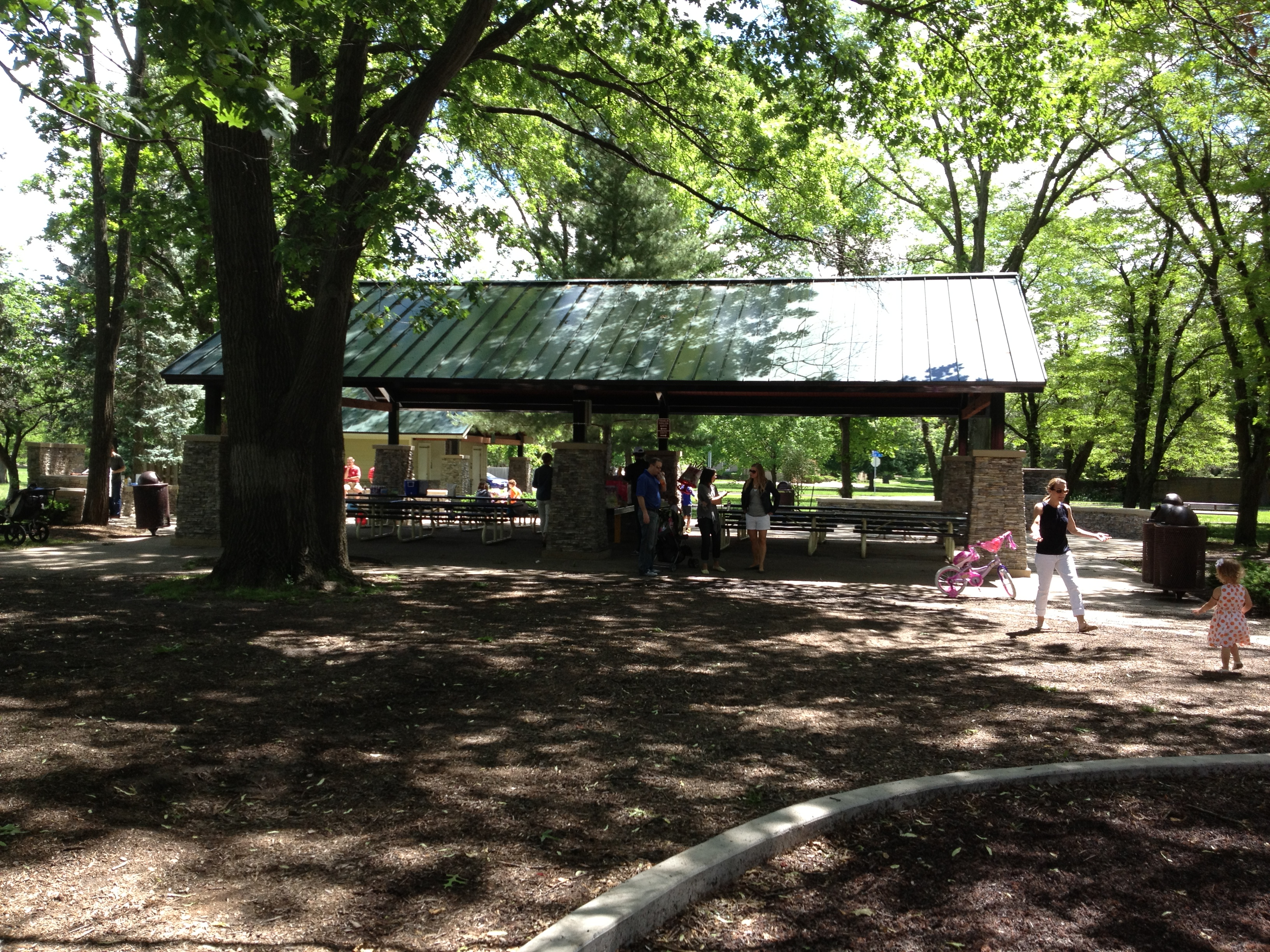
Pavillon de restauration à Franklin Park à Prairie Village, Kansas.